# R-Type II
R-Type II é um jogo de tiro bidimensional de nave (tipo shoot'em up) desenvolvido e publicado pela empresa japonesa Irem. Foi lançado para arcades em 1989. É a sequência do jogo R-Type, e é o segundo jogo da série R-type.

## Jogabilidade
O jogador controla uma nave conhecida como R-9C, que é uma versão melhorada da nave do jogo anterior, a R-9. O design do navio foi ligeiramente alterado e o canhão de ondas recebeu um novo nível de carga. Dois novos tipos de armas (o Search Laser e o Shotgun Laser) foram adicionados, elevando o número total de tipos de armas para cinco. Uma nova unidade de bomba anti-terrestre foi adicionada ao inventário de mísseis.
Embora o número de níveis tenha diminuído em relação ao jogo anterior, o número de inimigos, as suas durabilidades e o número de balas disparadas, aumentaram bastante. Os movimentos e terrenos inimigos também ficaram mais complexos, aumentando consideravelmente a dificuldade do jogo. O mesmo sistema onde o jogador é levado de volta a um posto de controle sempre que sua nave é destruída, é utilizado em R-Type.
O jogo consiste em seis níveis. Embora uma tela final seja exibida depois que o jogador termina todos os níveis, o verdadeiro final do jogo só é exibido depois que o jogador completa os níveis uma segunda vez com uma dificuldade aumentada. O jogo começa em uma base em ruínas de Bydo e continua através de uma caverna gigante onde cachoeiras podem impedir o progresso do navio. O jogador luta contra vários navios de guerra enormes no terceiro nível, e o terreno muda constantemente durante o quarto e quinto nível. O nível final acontece no planeta natal de Bydo, onde organismos alienígenas são clonados e produzidos em massa.

## Ports
R-Type II não recebeu nenhum port para consoles domésticos até 1998, depois de se tornar um jogo retrô; R-Type II para PC Engine é na verdade a segunda metade do R-Type original, enquanto Super R-Type, lançado em 1991 para o Super Famicom, é apenas um semi-port de R-Type II. Cerca de metade dos níveis de Super R-Type eram originais, mas alguns são versões baseados nos níveis de R-Type II. O jogo foi lançado para o Virtual Console do Nintendo Wii em 29 de janeiro de 2008.
O jogo também foi portado para o Game Boy, mas as limitações do hardware fizeram com que o conteúdo fosse modificado consideravelmente. A versão para Game Boy contém apenas 5 níveis, e alterações de alguns nomes dos chefes.
O jogo foi lançado como R-Types, para PlayStation em 1998, com seu antecessor, seguido por lançamentos para download para PlayStation Portable e PlayStation 3 pela PlayStation Network. R-Types inclui uma nova animação de abertura e de final, junto com uma "R's Library", que documenta algumas das configurações de design do jogo. Um filme promocional para R-Type Delta está incluído neste lançamento.
A Tozai Games portou R-Type II, junto com o R-Type original, para o serviço de download de jogos do Xbox 360, Xbox Live Arcade, como R-Type Dimensions em 2009. Ele também pode ser jogado no Xbox One por meio da compatibilidade com os consoles anteriores. O título foi portado para o PlayStation 3 em 2014. A Tozai Games retornou em 2018 e lançou a coleção digitalmente como R-Type Dimensions EX, no Steam, PlayStation 4 e Nintendo Switch. A Strictly Limited Games lançou cópias físicas das versões para PlayStation 4 e Nintendo Switch em fevereiro de 2019. Estas foram limitadas a 2.000 e 3.000 cópias, respectivamente. Foram lançadas variantes da edição para colecionador que continham um livro de arte de capa dura, chapas de identificação, adesivos e cartões, mais uma vez limitados a 1.000 no PlayStation 4 e 2.000 no Nintendo Switch.

## Recepção
O jogo de arcade fez bastante sucesso no Japão, tanto que a Game Machine listou R-Type II em sua edição de 1º de janeiro de 1990 como o segundo jogo de arcade de mesa de maior sucesso na época.
O jogo de arcade foi aclamado pela crítica, comCommodore User concededo-lhe uma pontuação de 86%.